# MTV Digital Days 2016
Gli MTV Digital Days 2016
si sono svolti dal 23 al 25 giugno 2016 tornando alla Reggia di Venaria.
Questa è stata l'ultima edizione degli MTV Digital Days e, non venendo sostituita, verrà definitivamente chiusa e non sarà più riproposta.